# Um Barzinho, Um Violão: Novelas Anos 80
Um Barzinho, Um Violão - Novelas Anos 80 é o oitavo álbum da coleção brasileira de música Um Barzinho, Um Violão, e o primeiro de dois volumes com a temática Novelas Anos 80. É um álbum de grandes nomes da música reunidos num projeto vencedor. Na sua 5ª edição "Um Barzinho, Um Violão". Desta vez o projeto mergulha na trilha sonora das novelas dos anos 80. O trabalho conta com um cast de 21 artistas de vários segmentos da MPB. Nomes como Zeca Pagodinho, Ivete Sangalo, Alexandre Pires, Paula Fernandes, Sandy, Fernanda Abreu, Chitaozinho e Xororó, Guilherme Arantes, Mumuzinho, Tony Garrido, Xandy de Pilares, Michel Teló, Thiaguinho, Mumuzinho, Mariene de Castro, Jorge Vercillo, entre outros, interpretam músicas que marcaram a década.

## Faixas
| DVD |                          |                      |         |  |
| N.º | Título                   | Artista              | Duração |  |
| 1.  | "O Amor e o Poder"       | Ivete Sangalo        |         |  |
| 2.  | "Anjo"                   | Michel Teló          |         |  |
| 3.  | "Meu Bem, Meu Mal"       | Sandy                |         |  |
| 4.  | "À Francesa"             | Alexandre Pires      |         |  |
| 5.  | "Chuva de Prata"         | Paula Fernandes      |         |  |
| 6.  | "Desenho de Giz"         | Ellen Oléria         |         |  |
| 7.  | "Charme do Mundo"        | Toni Garrido         |         |  |
| 8.  | "Corra e Olhe o Céu"     | Zeca Pagodinho       |         |  |
| 9.  | "Menino do Rio"          | Fernanda Abreu       |         |  |
| 10. | "Deixa Eu Te Amar"       | Xande de Pilares     |         |  |
| 11. | "Flagra"                 | Liah Soares          |         |  |
| 12. | "Judia de Mim"           | Mumuzinho            |         |  |
| 13. | "Papel Machê"            | Jorge Vercillo       |         |  |
| 14. | "Certas Coisas"          | Marina Elali         |         |  |
| 15. | "Bye Bye Tristeza"       | Thiaguinho           |         |  |
| 16. | "De Volta Pro Aconchego" | Mariene de Castro    |         |  |
| 17. | "Roque Santeiro"         | Chitãozinho & Xororó |         |  |
| 18. | "Oceano"                 | José Augusto         |         |  |
| 19. | "Perigo"                 | Alex Cohen           |         |  |
| 20. | "Por Causa de Você"      | Vander Lee           |         |  |
| 21. | "O Melhor Vai Começar"   | Guilherme Arantes    |         |  |

| CD  |                          |                                                                            |                      |         |  |
| N.º | Título                   | Compositor(es)                                                             | Artista              | Duração |  |
| 1.  | "O Amor e o Poder"       | C. de Rougue, G. Mende, J. Rush, M. S. Applegate / Versão: Claudio Rabello | Ivete Sangalo        | 4:46    |  |
| 2.  | "Anjo"                   | Dalto, Claudio Rabello, Renato Correa                                      | Michel Teló          | 3:23    |  |
| 3.  | "Meu Bem, Meu Mal"       | Caetano Veloso                                                             | Sandy                | 3:31    |  |
| 4.  | "À Francesa"             | Cláudio Zoli, Antônio Cícero                                               | Alexandre Pires      | 3:07    |  |
| 5.  | "Chuva de Prata"         | Ed Wilson, Ronaldo Bastos                                                  | Paula Fernandes      | 3:01    |  |
| 6.  | "Desenho de Giz"         | Abel Silva, João Bosco                                                     | Ellen Oléria         | 3:20    |  |
| 7.  | "Charme do Mundo"        | Marina Lima, Antônio Cícero                                                | Toni Garrido         | 4:01    |  |
| 8.  | "Corra e Olhe o Céu"     | Cartola, Dalmo Martins                                                     | Zeca Pagodinho       | 2:34    |  |
| 9.  | "Menino do Rio"          | Caetano Veloso                                                             | Fernanda Abreu       | 3:26    |  |
| 10. | "De Volta Pro Aconchego" | Dominguinhos, Nando Cordel                                                 | Mariene de Castro    | 5:08    |  |
| 11. | "Deixa Eu Te Amar"       | Mauro Silva, Camillo, Agepê                                                | Xande de Pilares     | 4:29    |  |
| 12. | "Certas Coisas"          | Lulu Santos, Nelson Motta                                                  | Marina Elali         | 3:36    |  |
| 13. | "Papel Machê"            | João Bosco, Capinam                                                        | Jorge Vercillo       | 5:12    |  |
| 14. | "Roque Santeiro"         | Gurabyra, Sá                                                               | Chitãozinho & Xororó | 3:42    |  |
| 15. | "Bye Bye Tristeza"       | Carlos Colla, Marcos Valle                                                 | Thiaguinho           | 3:43    |  |
| 16. | "O Melhor Vai Começar"   | Guilherme Arantes                                                          | Guilherme Arantes    | 2:48    |  |